# Gierkówka

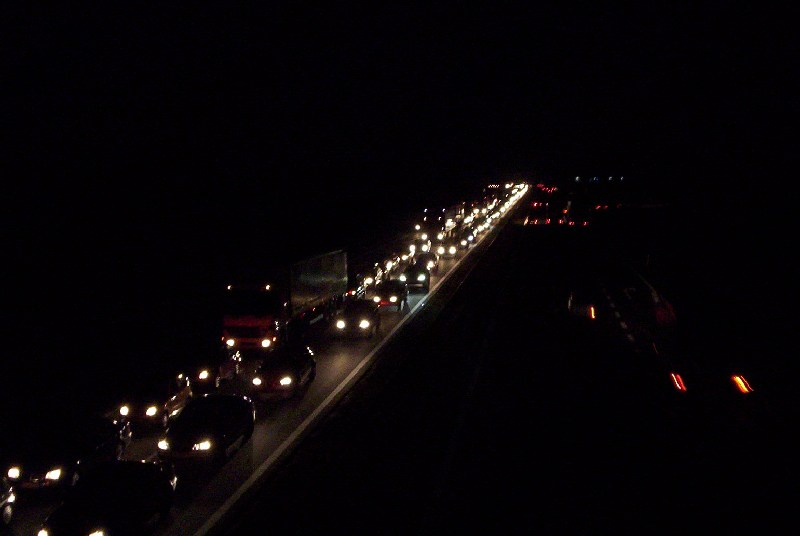
Korek na odcinku wyjazdowym z Warszawy

Gierkówka – potoczna nazwa drogi szybkiego ruchu łączącej Warszawę z Katowicami, zbudowanej w latach 1972–1976, pochodząca od osoby Edwarda Gierka, I sekretarza KC PZPR, który był inicjatorem jej budowy.

## Historia
Pierwsze plany wybudowania sieci tras szybkiego ruchu i autostrad w PRL powstały 15 marca 1972, gdy prezydium rządu zatwierdziło projekt budowy około 3000 km autostrad. Do budowy sieci nowoczesnych dróg powołany został Zarząd Autostrad, podporządkowany Centralnemu Zarządowi Dróg Publicznych. W pierwszym etapie budowy sieci autostrad planowano zbudować odcinek z Gliwic do Krakowa, a w drugim połączyć go z przedwojenną autostradą z Opola do granicy niemieckiej oraz zbudować trasę Warszawa–Łódź–Katowice. Plany z czasem okrojono.
Formalna decyzja o budowie drogi łączącej Warszawę z konurbacją górnośląską została wydana 26 kwietnia 1973 na posiedzeniu rządu. Mimo rezygnacji ze statusu autostrady droga miała na całej trasie zyskać drugą jezdnię, sieć stacji benzynowych, obiektów gastronomicznych i miejsc obsługi pojazdów. Dodatkowo odcinek z Piotrkowa Trybunalskiego do Częstochowy zdecydowano poprowadzić w nowym śladzie, gdyż ze względu na dużą ilość terenów zabudowanych na tym odcinku konieczne byłoby wybudowanie licznych obwodnic. Drogę planowano ukończyć do 31 grudnia 1976. W celu przyspieszenia otwarcia wezwano do pomocy wojsko.
Uroczyste otwarcie gierkówki odbyło się 8 października 1976. Uczestniczyli w nim I sekretarz KC PZPR Edward Gierek, premier Piotr Jaroszewicz, minister obrony narodowej Wojciech Jaruzelski i minister komunikacji Tadeusz Bejm. Podczas otwarcia wnoszono okrzyki i oklaski na cześć budowniczych i decydentów.
Pierwotnie gierkówka miała łączyć Warszawę z Katowicami. Do otwarcia w 1976 była gotowa droga ze stolicy do Będzina. W latach 1978–1984 powstał nowy odcinek trasy S86, który połączył Będzin z Katowicami. Z czasem podjęto także budowę innych dróg, które traktowano jako przedłużenie gierkówki. Była to m.in. tak zwana wiślanka (droga z Katowic w kierunku Ustronia i Wisły).

### Numeracja
Przed reformą międzynarodowej sieci drogowej w 1985 roku i wprowadzeniu nowej krajowej numeracji w lutym 1986 r. arteria posiadała oznaczenia:
- drogi międzynarodowej E82 na odc. Warszawa – Piotrków Trybunalski[8] (obecnie droga ekspresowa S8 (E67),
- drogi międzynarodowej E16 na odc. Piotrków Trybunalski – Katowice[8] (obecnie Autostrada A1 (E75).

## Parametry drogi
Droga miała na całej długości dwie jezdnie, na modernizowanych fragmentach zbudowano obwodnice większości miast. Przy drodze zaplanowano sieć stacji benzynowych, miejsc obsługi pojazdów i obiektów gastronomicznych. Nowo wytyczony fragment między Piotrkowem Trybunalskim a Częstochową zaprojektowano w przebiegu jak autostradę (łagodne łuki, omijanie miejscowości), ale wszystkie skrzyżowania były kolizyjne. Gierkówka nie miała bezkolizyjnych skrzyżowań ani ogrodzeń.
Poszkodowanym miastem przy budowie gierkówki została Częstochowa, gdyż do czasu budowy autostrady A1, była jedynym dużym miastem, którego droga nie omija obwodnicą (obwodnice powstały wokół wielu znacznie mniejszych miast). Niektórzy mieszkańcy miasta uważali, że brak obwodnicy był rodzajem zemsty wobec Kościoła katolickiego.

## Wypadki drogowe
- 3 września 1989 roku w Babsku doszło do wypadku, w którym zginęli Gaetano Scirea, drugi trener Juventus F.C., tłumaczka Barbara Jarnuszkiewicz oraz kierowca Henryk Pająk.
- 7 października 1991 roku w Słostowicach doszło do wypadku, w wyniku którego zmarli prezes NIK Walerian Pańko, dyrektor Biura Informacji Kancelarii Sejmu Janusz Zaporowski oraz pasażer BMW, które uczestniczyło w wypadku.
- 4 września 1993 roku pod Koziegłowami zginęli w wypadku działacze Solidarności: Grzegorz Kolosa, Adam Stepecki oraz kierowca Jan Tyszkiewicz[9].
- 23 sierpnia 2001 roku pod Kamieńskiem doszło do zderzenia ciężarówki z autobusem, w wyniku którego 9 osób zginęło a ponad 20 odniosło obrażenia[10].
- 15 czerwca 2011 roku w okolicach Chrzczonowic doszło do zderzenia ciężarówki z busem, w wyniku którego 8 osób zginęło a 10 zostało rannych[11].